# Maison Louis Jadot

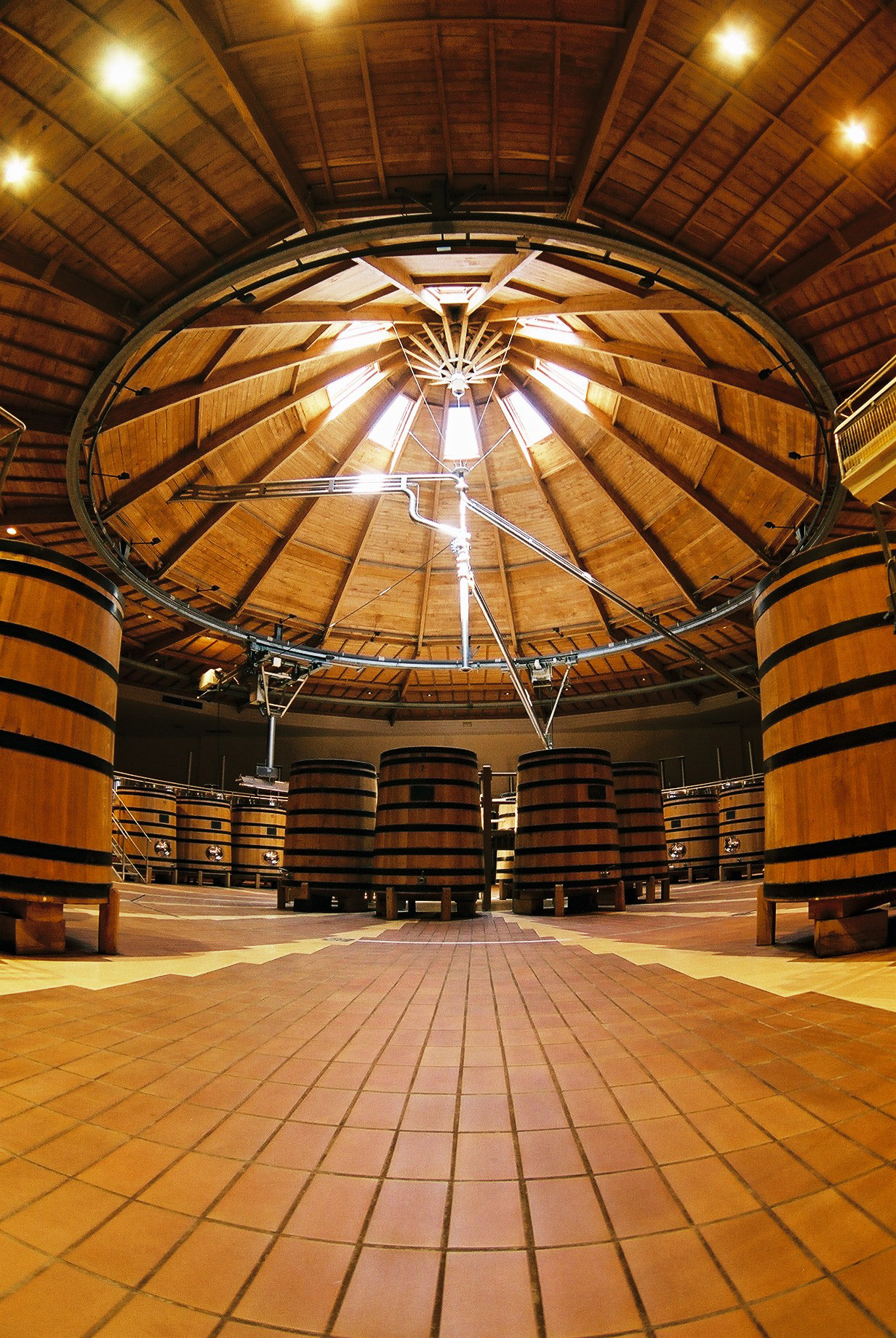
Bodega Louis Jadot

Maison Louis Jadot es una empresa familiar que produce y comercializa vinos de Borgoña. La bodega es propietaria de sus propios viñedos, aunque también compra a otros productores. En la actualidad controla alrededor de 270 hectáreas de viñedos en Borgoña y el Beaujolais, y  produce vinos de AOC (Apelación de Origen Controlada).

## Historia
La bodega fue creada por Louis Henry Denis Jadot en 1859. El primer viñedo comprado por la familia Jadot se ubica en Beaune: es el Clos des Ursules.